# Большие Лучки
Большие Лучки — микрорайон города Сланцы в Сланцевском районе Ленинградской области России. До 1949 года имел статус посёлка, затем был административно объединён с рабочим посёлком Сланцы в город Сланцы, став его микрорайоном.

## География
Посёлок расположен в 3 километрах на юго-восток от центральной части города, на реке Кушёлке, в 45 км от Кингисеппа и в 156 км от Санкт-Петербурга.
Общая площадь — 4,5 квадратных километра.

### Климат
| Показатель                                                                            | Янв. | Фев. | Март | Апр. | Май  | Июнь | Июль | Авг. | Сен. | Окт. | Нояб. | Дек. | Год   |
| ------------------------------------------------------------------------------------- | ---- | ---- | ---- | ---- | ---- | ---- | ---- | ---- | ---- | ---- | ----- | ---- | ----- |
| Средний суточный максимум, °C                                                         | −3   | −3   | +2   | +9   | +16  | +19  | +22  | +20  | +15  | +8   | +2    | −1   |       |
| Средний суточный минимум, °C                                                          | −8   | −8   | −5   | +1   | +6   | +10  | +13  | +12  | +8   | +3   | −2    | −6   |       |
| Норма осадков, мм                                                                     | 39,6 | 30,1 | 29,1 | 25,2 | 39,4 | 63,1 | 54,9 | 73,3 | 46,9 | 48,6 | 44,3  | 38   | 531,5 |
| Источник: https://ru.weatherspark.com/y/95772/Обычная-погода-в-Сланцы-Россия-весь-год |      |      |      |      |      |      |      |      |      |      |       |      |       |

## История
Основан в 1934 году как рабочий посёлок при месторождении горючих сланцев. В период начала строительства Сланцев в 1930-е гг. на месте микрорайона существовал колхоз «Красные Лучки», и деревня делилась на две части: Малые Лучки и Большие Лучки. В 1949 году стал частью города Сланцы. Предприятие Ленинградсланец снабжало регион сланцевым газом, но в 1976 году его производство было прекращено из-за перехода на природный газ. После 1976 года газовый завод специализировался на производстве различных продуктов из сланца. В 2013 году в Больших Лучках и Сланцах все шахты были закрыты и затоплены.

## Инфраструктура
Функционируют больница, школа-интернат, Дом культуры, библиотека, детский сад, садоводства, дом престарелых, газовый и цементный заводы. Долгое время Лучки и Сланцы носили звание шахтёрской столицы Ленинградской области, но добыча горючих сланцев была прекращена.
- Улица Ломоносова
- Улица Свердлова
- Отдел ЗАГС
- Общественная баня № 1
- Мост через Кушёлку
- Один из домов по улице Свердлова

## Транспорт
Автомобильный транспорт.

Осуществляются пассажирские перевозки местными компаниями. Связь с Санкт-Петербургом, Гдовом, Псковом и другими населёнными пунктами.